# Mathare United Football Club
Le Mathare United Football Club est un club kenyan de football fondé en 1994 et basé à Nairobi. Frank Ouna est l'entraîneur depuis mai 2021.

## Palmarès
- Championnat du Kenya de football (1)
  - Champion : 2008
  - Vice-champion : 2001, 2007 et 2009

- Coupe du Kenya de football (2)
  - Vainqueur : 1998, 2000
  - Finaliste : 2001

- Supercoupe du Kenya de football
  - Finaliste : 2009

## Anciens joueurs
- Dennis Oliech